# Gotelón de Lotaringia
Gothelo (o Gozelo ) ( c. 967 – 19 de abril de 1044), llamado el Grande, fue duque de Baja Lorena desde 1023 y de Alta Lorena desde 1033. Fue también margrave de Amberes desde 1005 (o 1008) y conde de Verdún. Gotelón era el hijo menor de Godofredo I, conde de Verdún, y Matilde, hija de Herman de Sajonia. A la muerte de su padre, recibió la marca de Amberes bajo el señorío de su hermano, Godofredo II, que era duque de Baja Lorena en 1012. En 1023, Gotelón sucedió a su hermano con el apoyo del emperador Enrique II, pero encontró oposición hasta que Conrado II, sucesor de Enrique, sometió a los rebeldes en 1025. Cuando la Casa de Bar, que gobernaba en la Alta Lorena, se extinguió en 1033, tras la muerte de Federico II, Conrado nombró a Gotelón duque de ambos ducados, con la misión de proteger el territorio frente a la presión de Odón II de Blois, conde de Blois, Meaux, Chartres y Troyes (la posterior Champaña). En esos años Gotelón también mantuvo enfrentamientos con Balduino IV de Flandes sobre la posesión de la marca de Ename.
En la batalla de Bar, el 15 de noviembre de 1037, Gotelón asestó un golpe decisivo a Odón, que estaba intentado crear un estado independiente entre Francia y Alemania.
Gotelón murió el 19 de abril de 1044 y fue enterrado en la iglesia de la abadía de Bilzen. Su hijo Godofredo le sucedió en la Alta Lorena, pero el emperador Enrique III se negó a concederle también la Baja Lorena. Ante las protestas de Godofredo, Enrique III amenazó con retirarle también el ducado de Alta Lorena y entregárselo a su hermano, Gotelón. Esto llevó a una larga época de inestabilidad en Lotaringia entre los aliados de Godofredo (los condes de Flandes y Lovaina ) y las fuerzas imperiales (1044-1056).

## Familia
No se conoce el nombre de la esposa de Gotelón; el nombre de Barbe de Lebarten (y de hecho la de todo su linaje) es una invención de genealogistas posteriores. Se les atribuyen los siguientes hijos:
- Godofredo el Barbudo, duque de la Baja Lorena[2]
- Gotelón, duque de la Baja Lorena[2]
- Federico, que sería Papa con el nombre de Esteban IX [2]
- Regilinda, esposa de Alberto II de Namur [2]
- Oda, esposa de Lamberto II de Lovaina [2]
- Matilde,[2] esposa de Enrique I de Lotaringia.